# 丹彪扎亚
丹彪扎亚（Mon：ⓘ，直译：「锡亭」），另译丹彪泽雅，是缅甸孟邦丹彪扎亞鎮區下辖的一个镇，也是该镇区的行政中心。该镇距毛淡棉以南约64（40英里），距斋卡米东南约24（15英里）。

## 图册

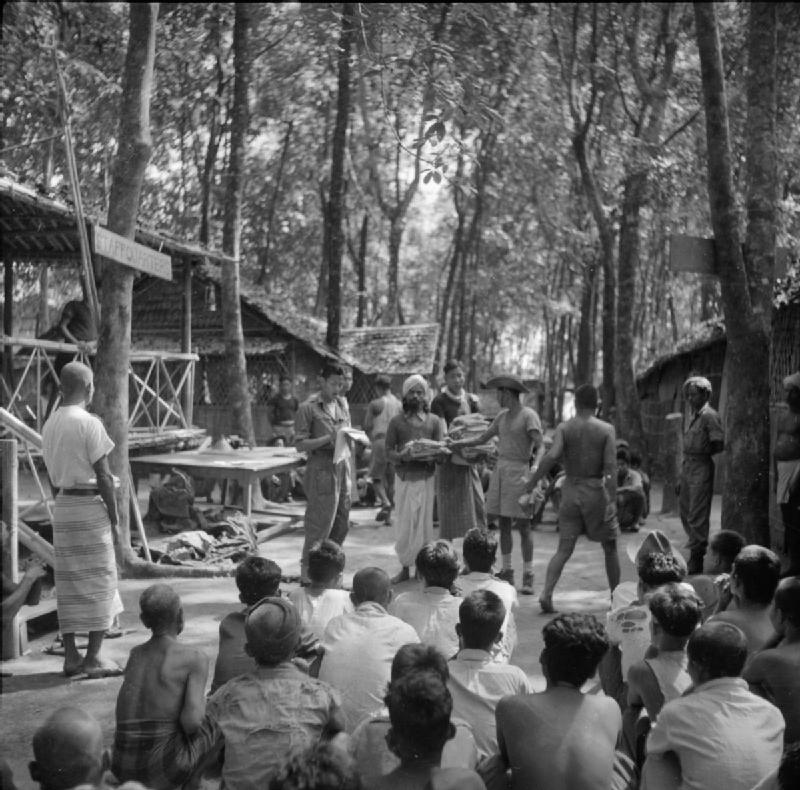
第二次世界大战期间的一座日本劳工营地
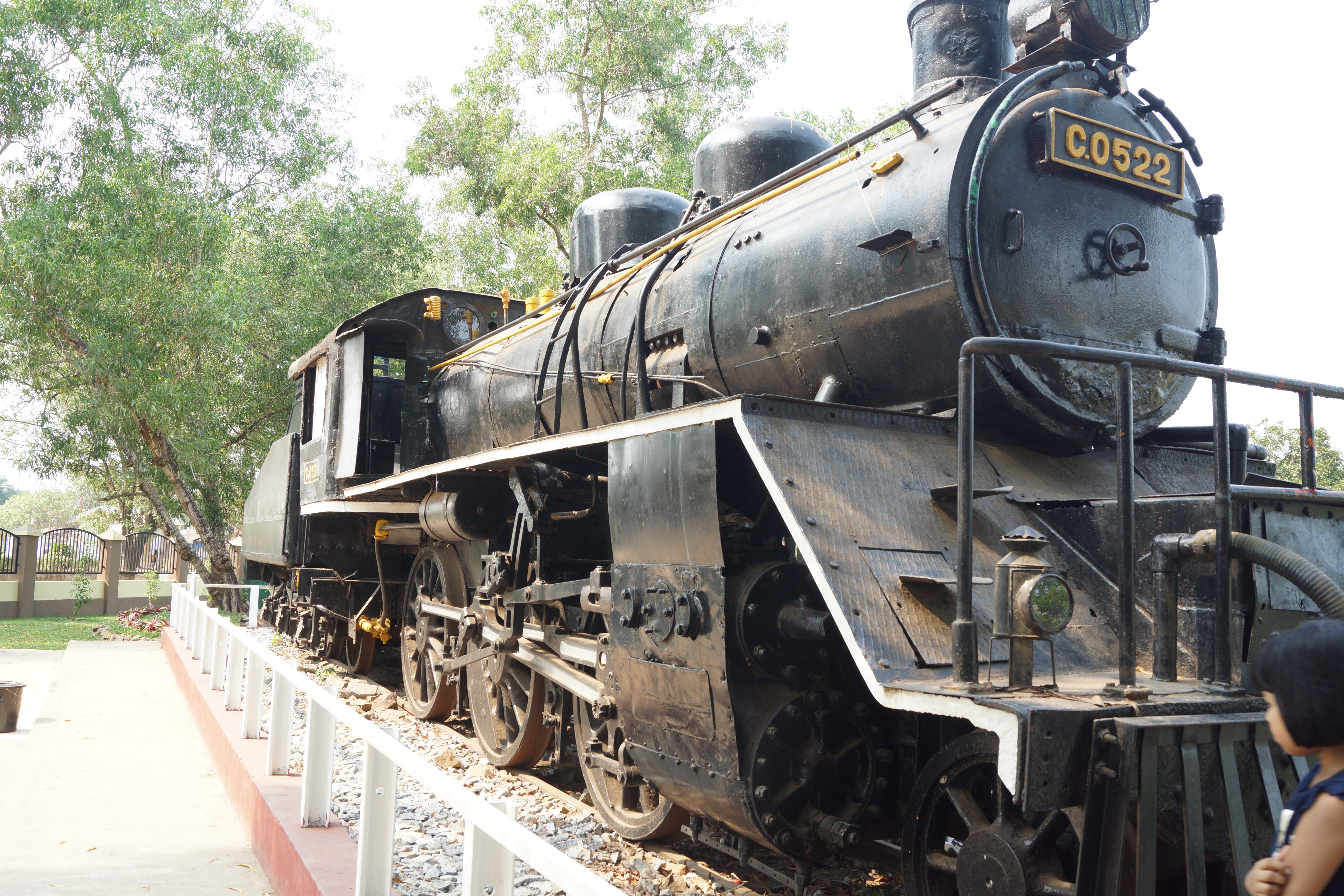
死亡铁路上使用的第一台火车头
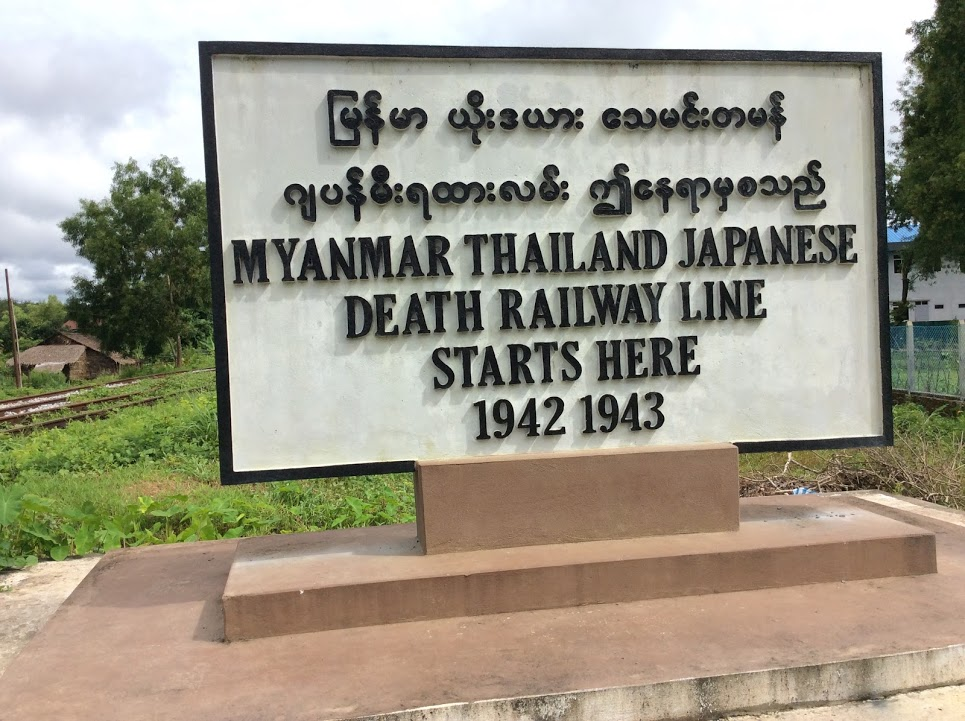
死亡铁路的起点
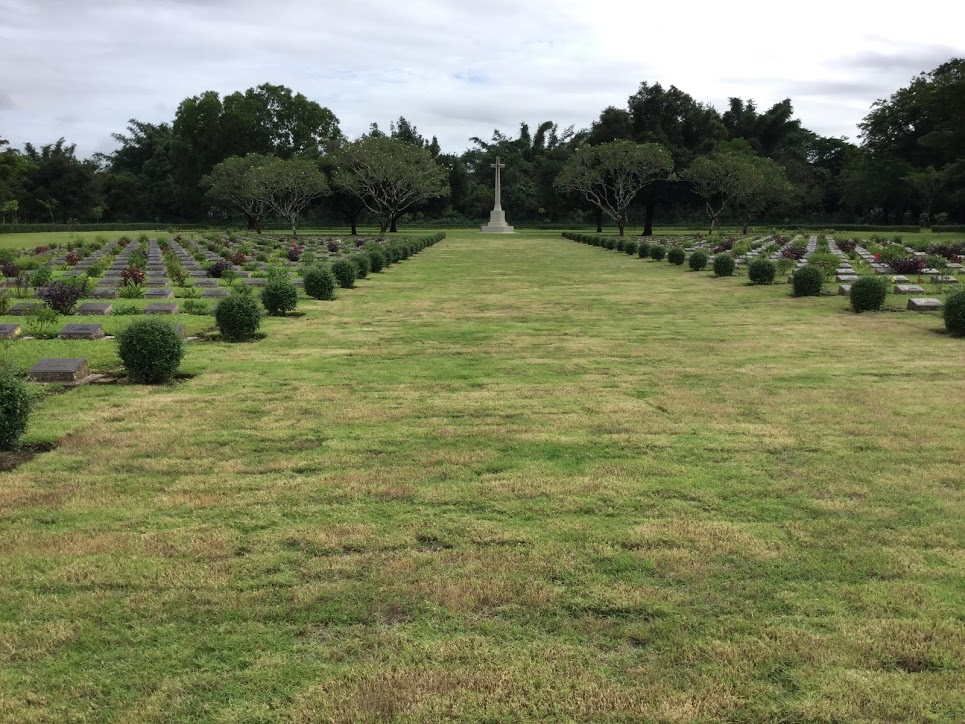
丹彪扎亚战俘公墓
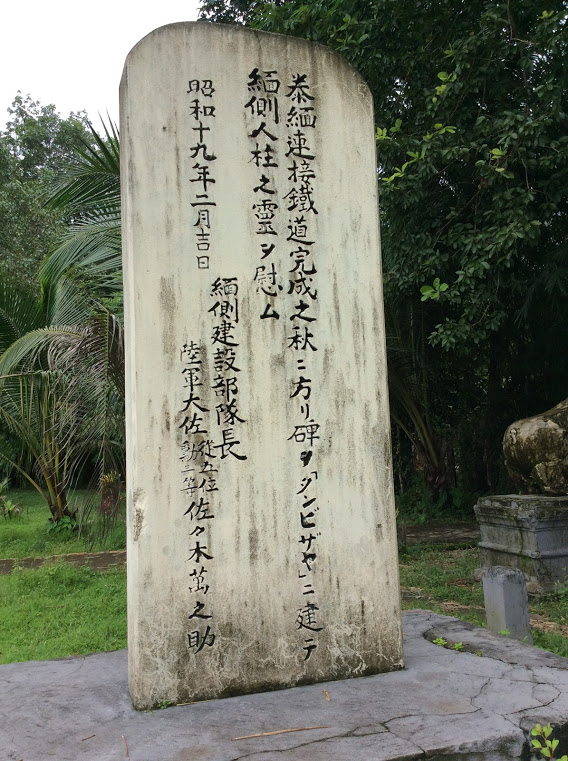
由日本人为为亚洲劳工和盟军战俘建造的纪念碑
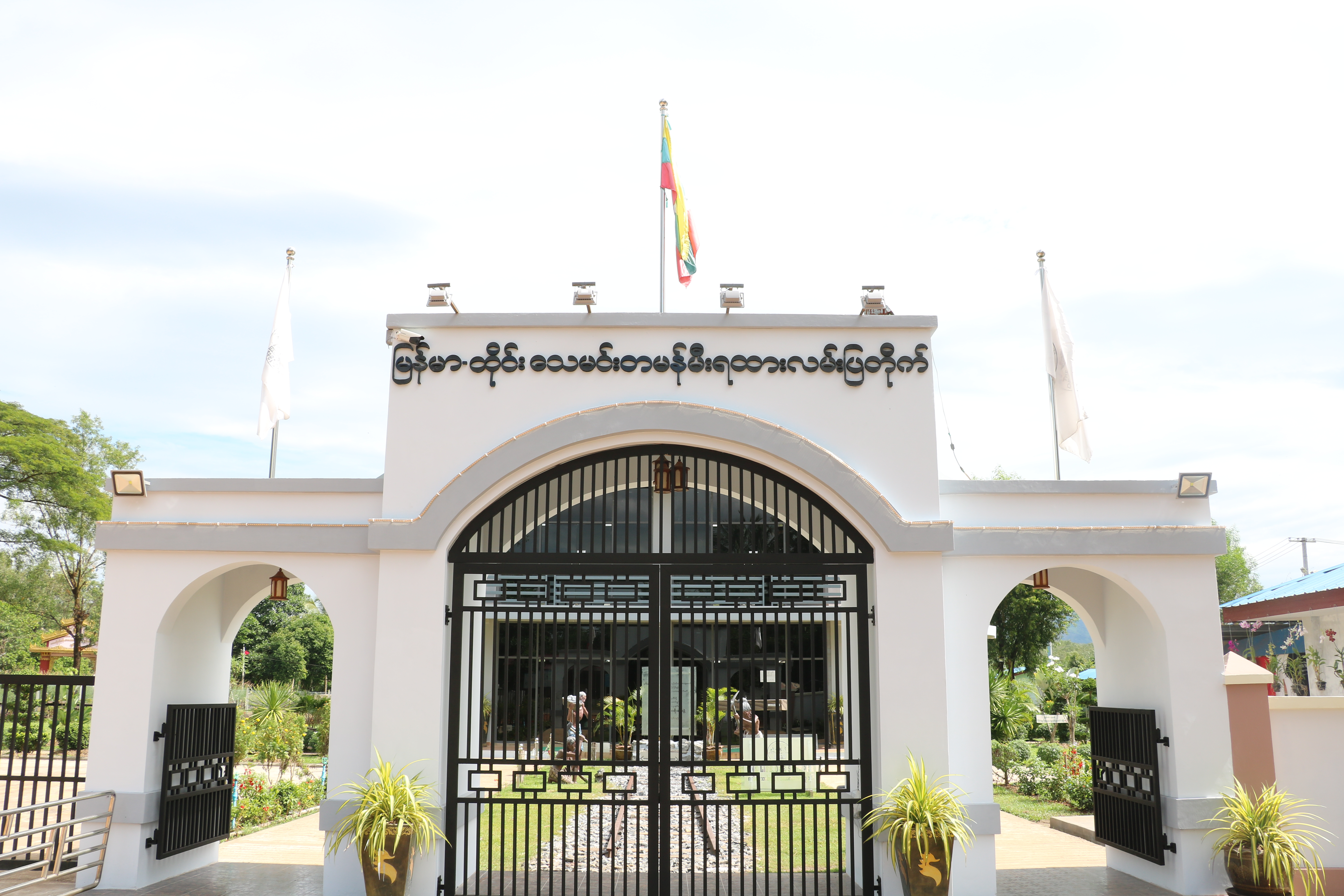
死亡铁路博物馆
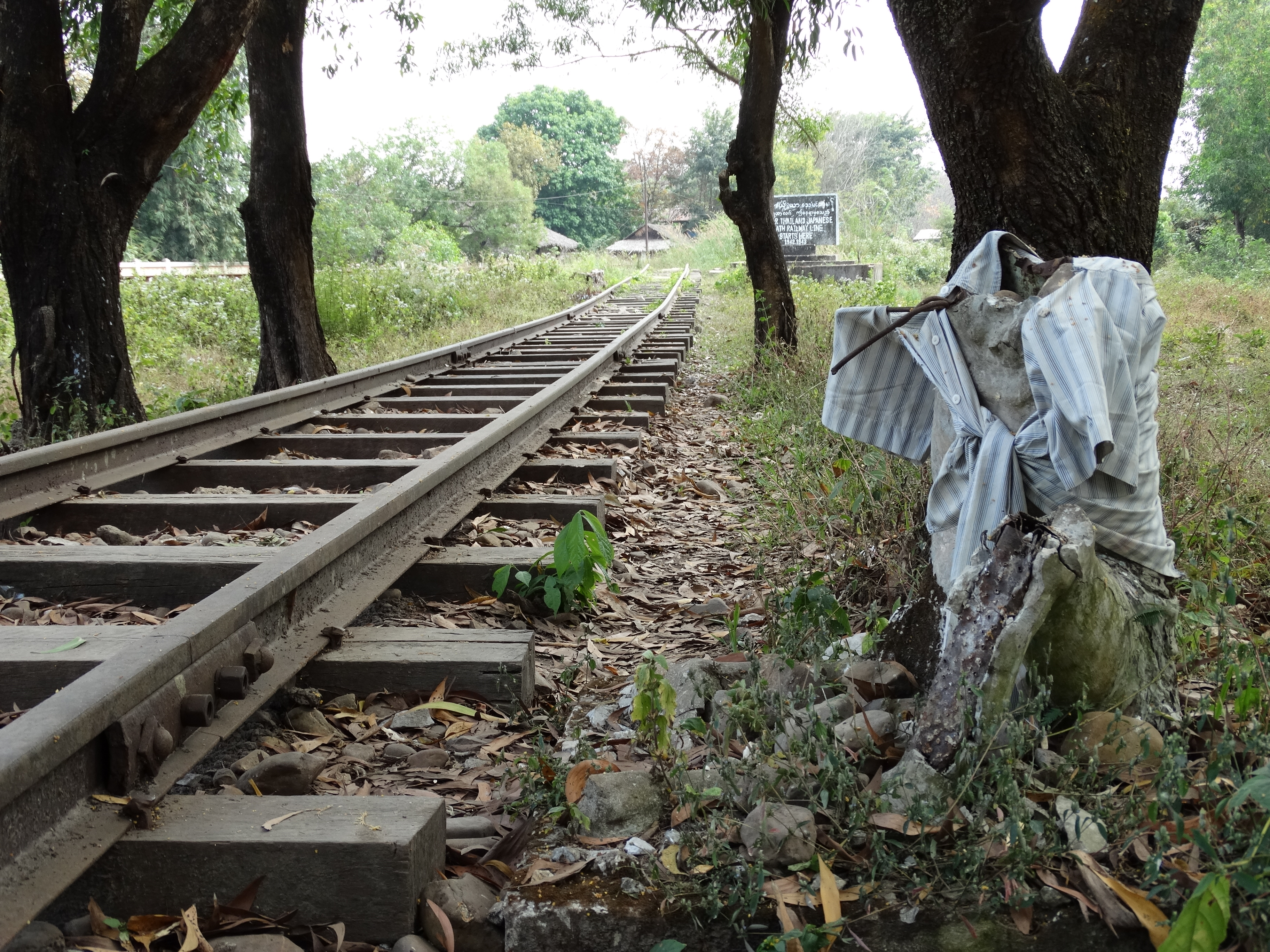
丹彪扎亚的死亡铁路废弃路段
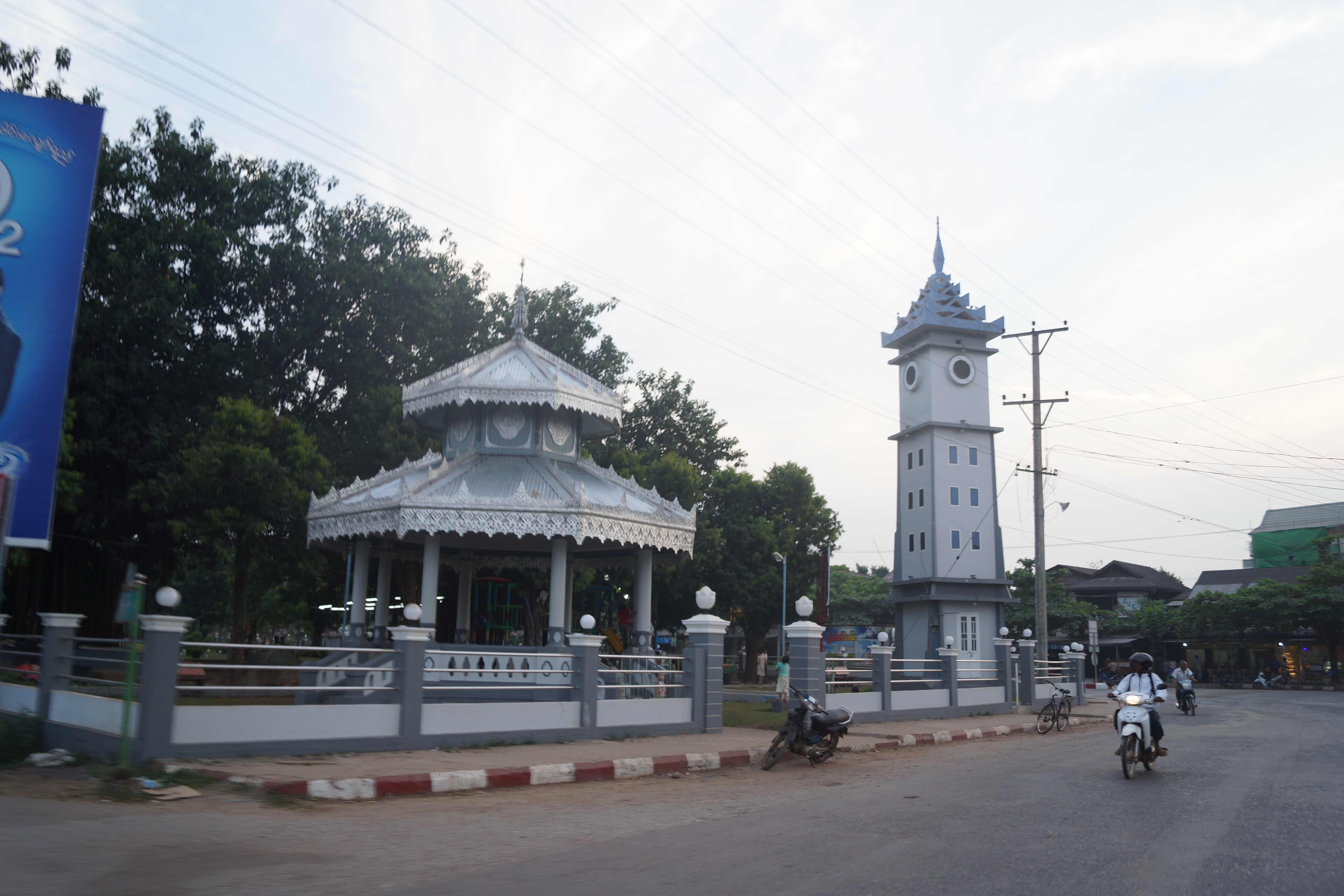
镇中心
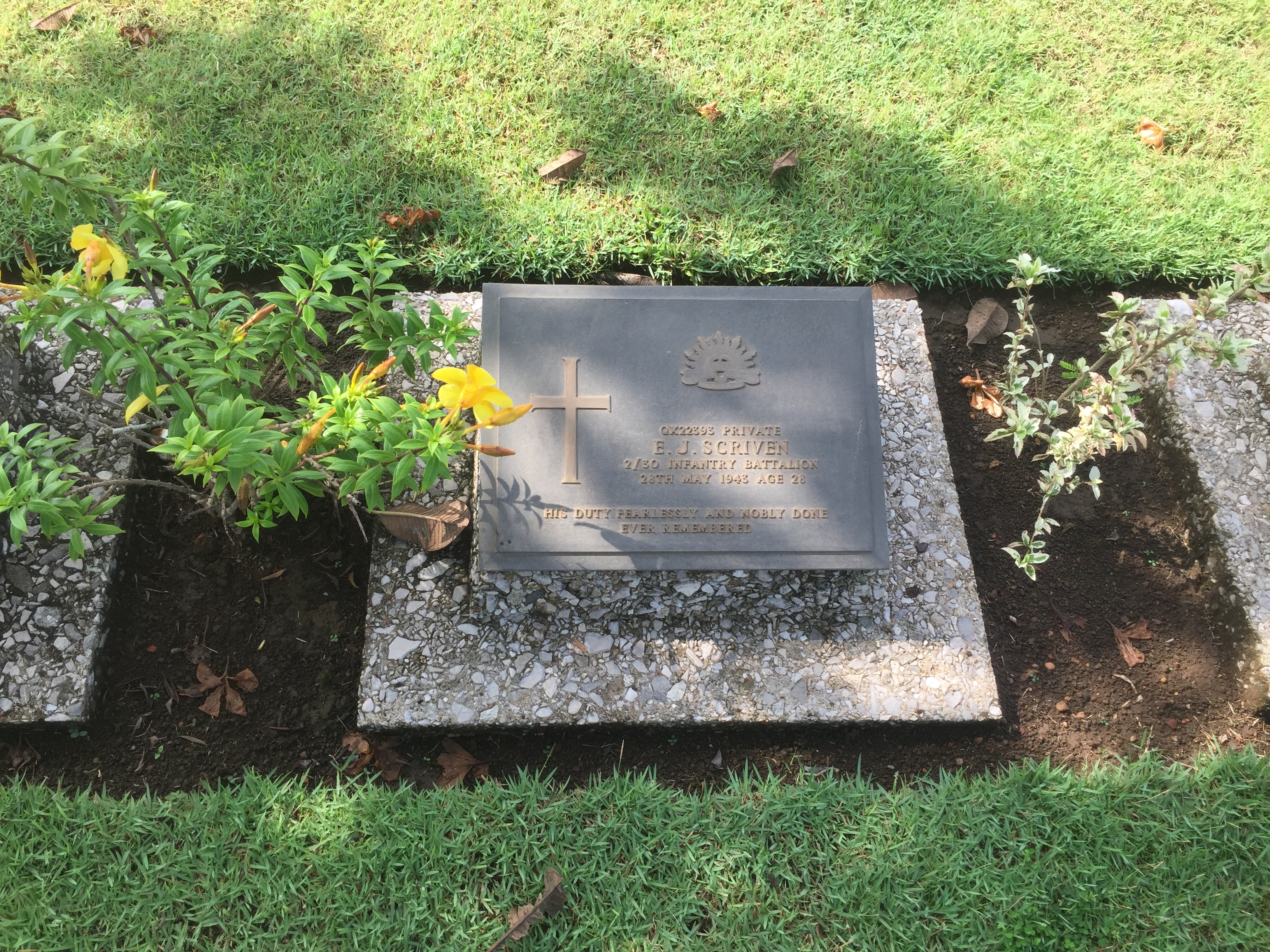
二战同盟國士兵的墓碑
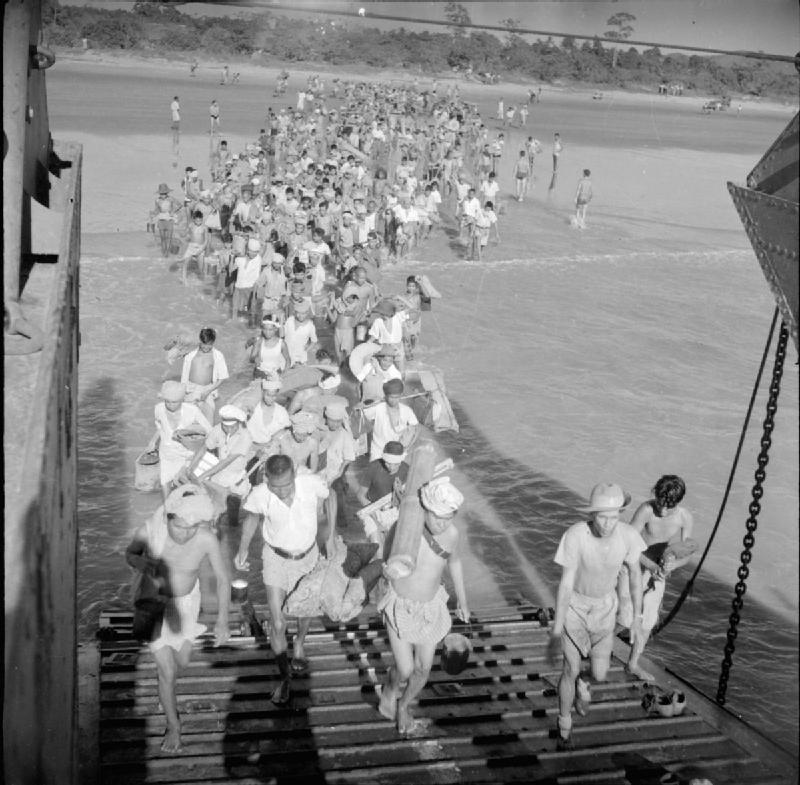
二战后战俘遣返